# 11871 Norge
11871 Norge este o planetă minoră (asteroid) din centura de asteroizi. A fost descoperită pe 7 octombrie 1989 la Observatorul European Austral de Eric Walter Elst și a fost numită după Norvegia. 
Obiectul prezintă o orbită caracterizată de o semiaxă mare de 2,2397169 UAi, o excentricitate de 0,07, o înclinație de 5,40741 ° în raport cu ecliptica.